# San Lucido
San Lucido é uma comuna italiana da região da Calábria, província de Cosenza, com cerca de 5.589 habitantes. Estende-se por uma área de 27 km², tendo uma densidade populacional de 207 hab/km². Faz fronteira com Falconara Albanese, Marano Principato, Paola, Rende, San Fili.

## Demografia
| Variação demográfica do município entre 1861 e 2011                               |
|                                                                                   |
| Fonte: Istituto Nazionale di Statistica (ISTAT) - Elaboração gráfica da Wikipedia |